# Armeegruppe G
De Armeegruppe G was een Duitse Armeegruppe in de Tweede Wereldoorlog. De Armeegruppe kwam in actie in Frankrijk in 1944.

## Krijgsgeschiedenis
Op 28 april 1944 werd de Armeegruppe G opgericht met hoofdkwartier in Rouffiac in Zuid-Frankrijk. 
De Armeegruppe kreeg het bevel over het 1e Leger aan de Atlantische kust en het 19e Leger aan de Middellandse Zee kust. De Armeegruppe moest het hoofd bieden aan de geallieerde invasie in Zuid-Frankrijk in augustus 1944 en trok daarop terug naar Elzas-Lotharingen.
Op 12 september 1944 werd de Armeegruppe G in de buurt van Straatsburg omgedoopt in Heeresgruppe G.

## Commandant
| Rang          | Naam                | Begin       | Eind              |
| ------------- | ------------------- | ----------- | ----------------- |
| Generaloberst | Johannes Blaskowitz | 10 mei 1944 | 12 september 1944 |